# Rusiec (Grande-Pologne)
Pour les articles homonymes, voir Rusiec.
Rusiec (prononciation : [ˈruɕet͡s]) est un village polonais de la gmina de Wapno dans le powiat de Wągrowiec de la voïvodie de Grande-Pologne dans le centre-ouest de la Pologne.
Il se situe à environ 5 kilomètres au nord-est de Wapno (siège de la gmina), 26 kilomètres au nord-est de Wągrowiec (siège du powiat), et à 72 kilomètres au nord-est de Poznań (capitale de la Grande-Pologne).
Le village possède une population de 190 habitants.

## Histoire
De 1975 à 1998, le village faisait partie du territoire de la voïvodie de Piła et jusqu'en 1948, il faisait partie du powiat de Żnin.

Depuis 1999, Rusiec est situé dans la voïvodie de Grande-Pologne.